# 東觜崎駅
東觜崎駅（ひがしはしさきえき）は、兵庫県たつの市神岡町大住寺にある西日本旅客鉄道（JR西日本）姫新線の駅である。

## 歴史
- 1931年（昭和6年）12月23日：鉄道省姫津線の余部駅 - 当駅間延伸時に終着駅として開設[2][3]。
- 1932年（昭和7年）7月11日：姫津線が当駅より播磨新宮駅まで延伸、途中駅となる[4]。
- 1934年（昭和9年）11月28日：姫津線が姫津東線に改称[5]。
- 1936年（昭和11年）
  - 4月8日：姫津東線が姫津線の一部となる[6]。
  - 10月10日：姫津線が姫新線の一部となる[7]。
- 1980年（昭和55年）10月1日：貨物・荷物扱い廃止[1]。
- 1987年（昭和62年）4月1日：国鉄分割民営化に伴い、西日本旅客鉄道（JR西日本）の駅となる[1]。
- 2015年（平成27年）4月1日：JR西日本「中期経営計画2017」の地域との共生に向けて名誉駅長が配置される[8]。
- 2016年（平成28年）3月26日：ICOCAの利用が可能となる[9]。ICカード専用簡易改札機で対応。
- 2019年（令和元年）5月31日：同年1月10日から整備を進めていた駅前ロータリーが完成。同時に周辺道路なども整備された[10]。
- 2020年（令和2年）3月31日：第1期駅舎改修工事完了。屋根が陶器瓦からガルバリウム鋼板にリフォーム。
- 2022年（令和4年）5月31日：第2期駅舎改修工事完了。外壁と駅舎構内の内装をリフォームし、旧管理事務所跡は東觜崎駅地域交流施設にリニューアル。あわせて駅前ロータリー北の空地がイベントスペースに整備される[11]。

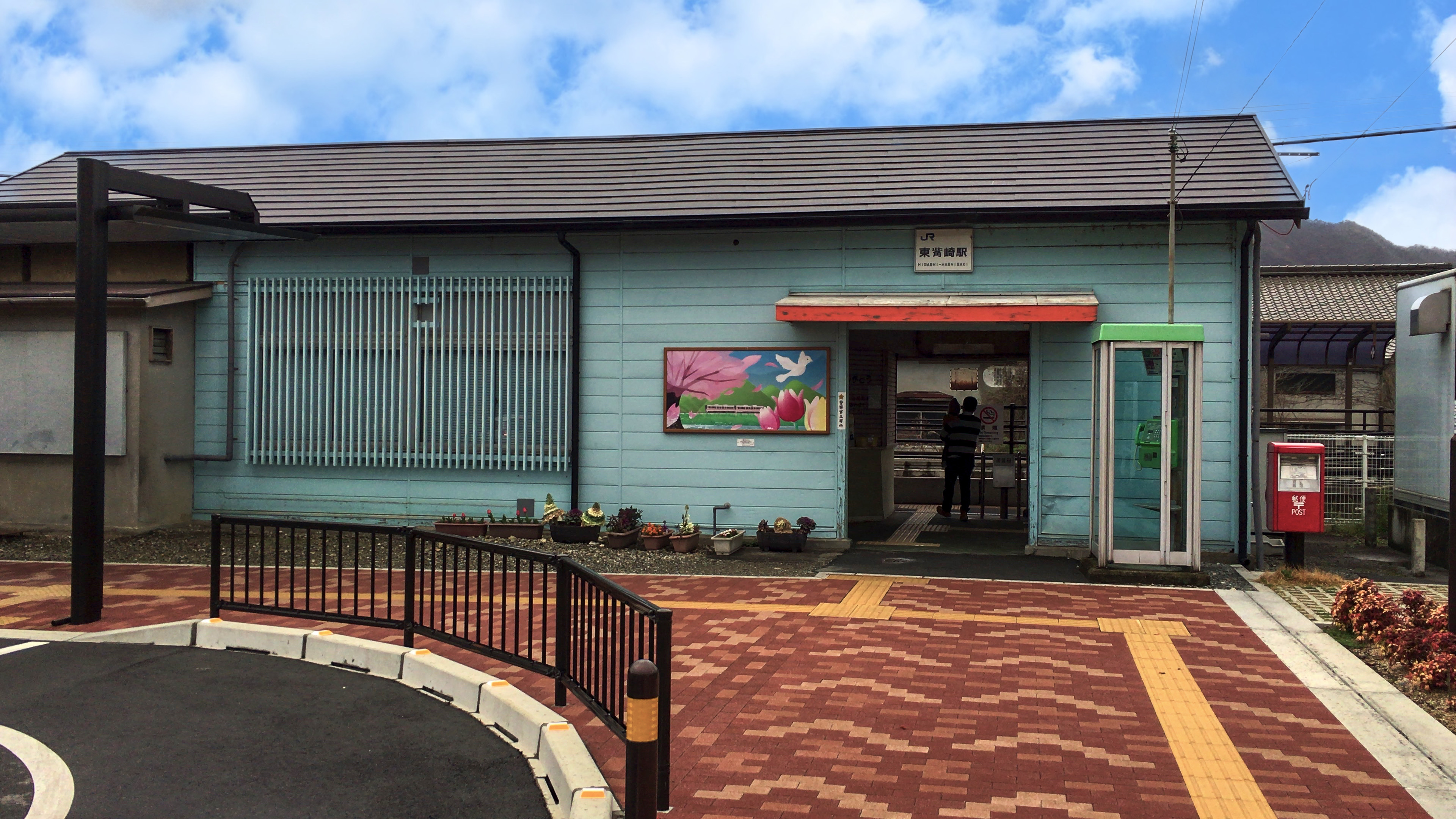
改修前の駅舎（2021年3月）

## 駅構造
相対式ホーム2面2線を有する地上駅。交換可能駅だが、朝晩しか交換設備が使用されていない。駅舎は姫路方面ホーム側にあり、佐用方面ホームへは播磨新宮寄りの構内踏切を利用する。駅舎内に直立式自動券売機が置かれている。自動改札機はなく、代わりにICカード専用簡易改札機が設置されている。
駅舎の南側へ少し離れた場所に水洗トイレがあり、その奥に無料の駐輪場が整備されている。かつては駅舎北に汲み取り式トイレが設置されていた。
姫新線高速化事業の一環で駅前の整備とホーム嵩上げが行われた。
終日無人駅であるが、2015年4月1日から、当駅近隣に居住するJR西日本OBが「名誉駅長」として委嘱され、駅の美化活動などを不定期に行っている。

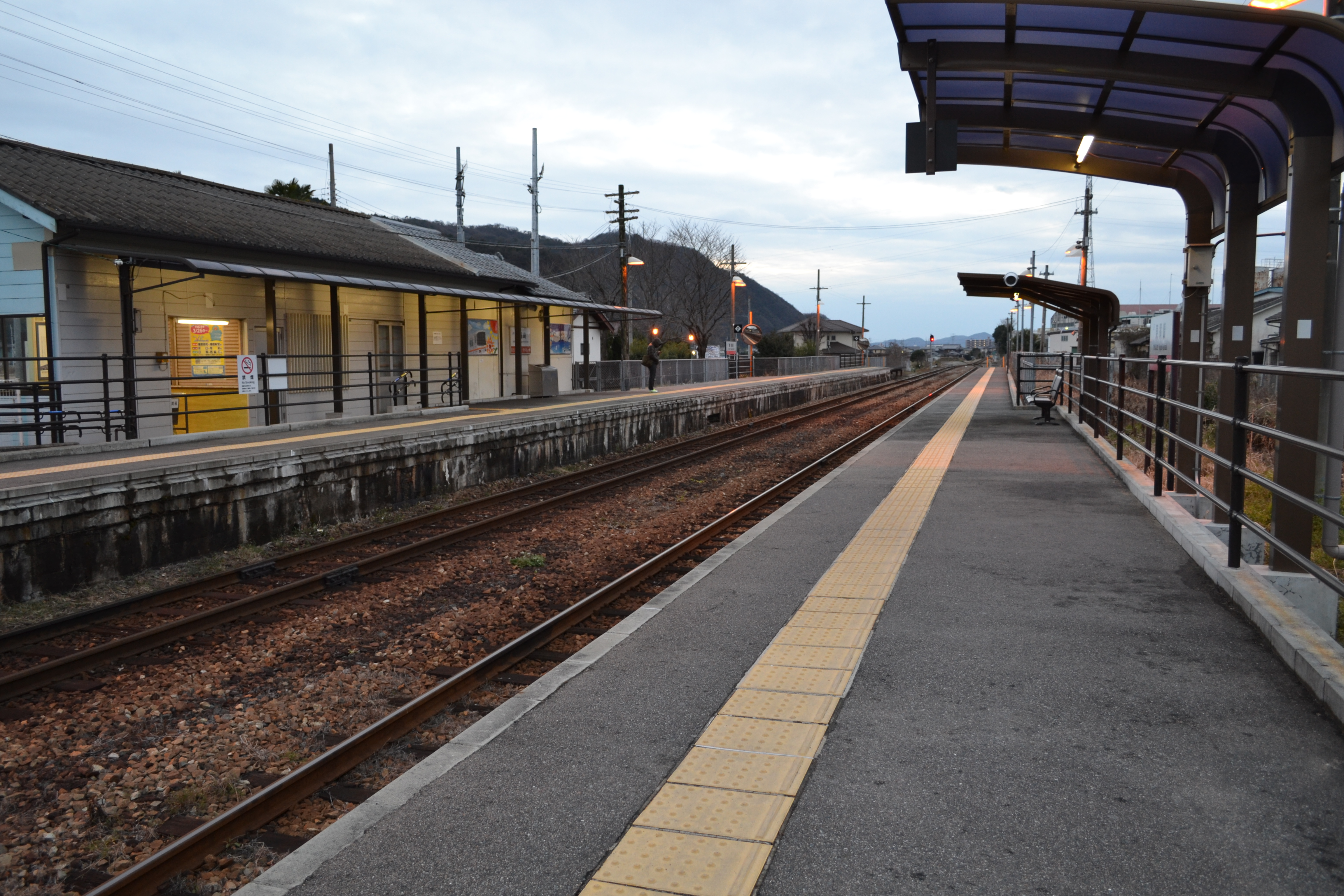
ホーム（2016年1月）
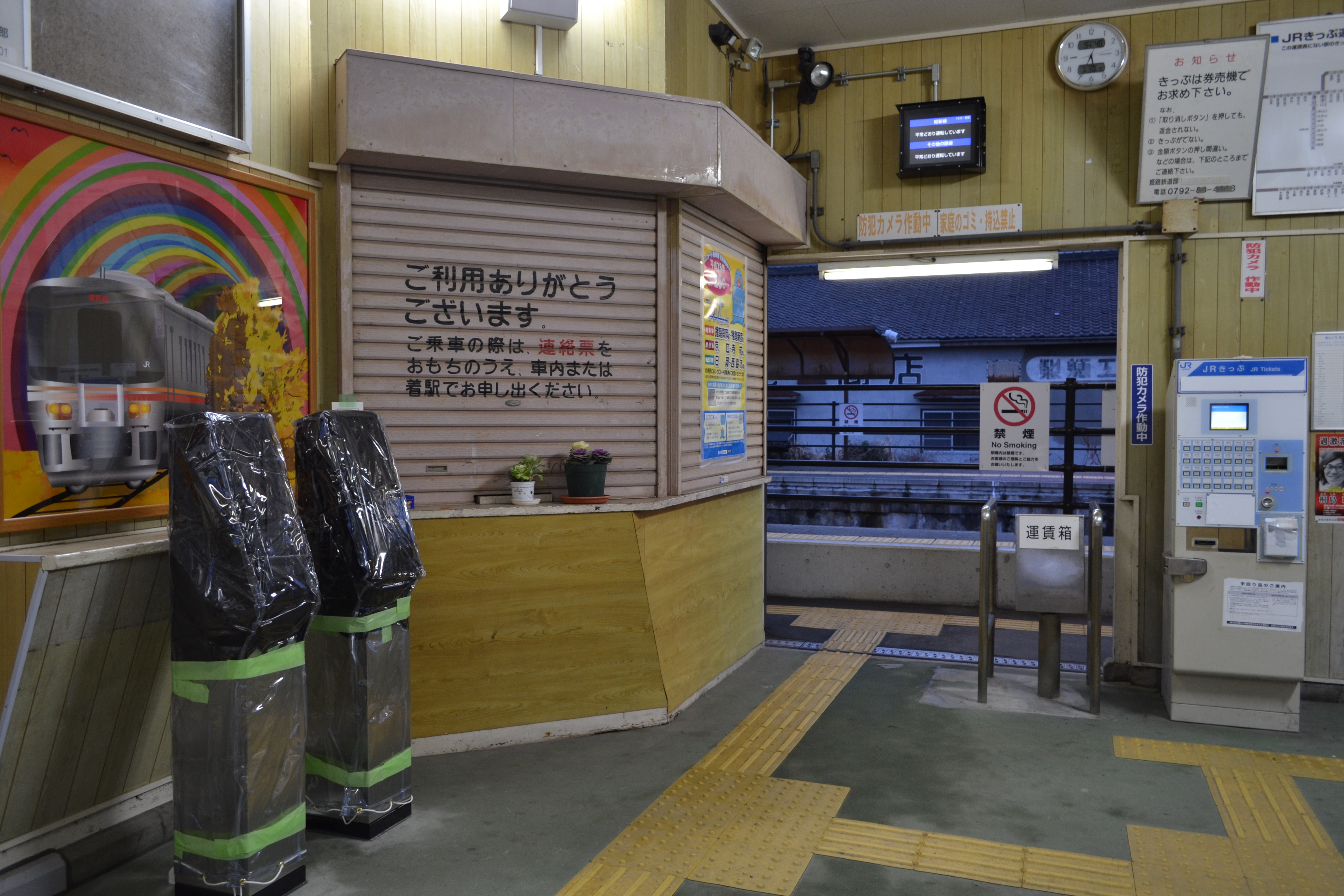
駅舎内（2016年1月）
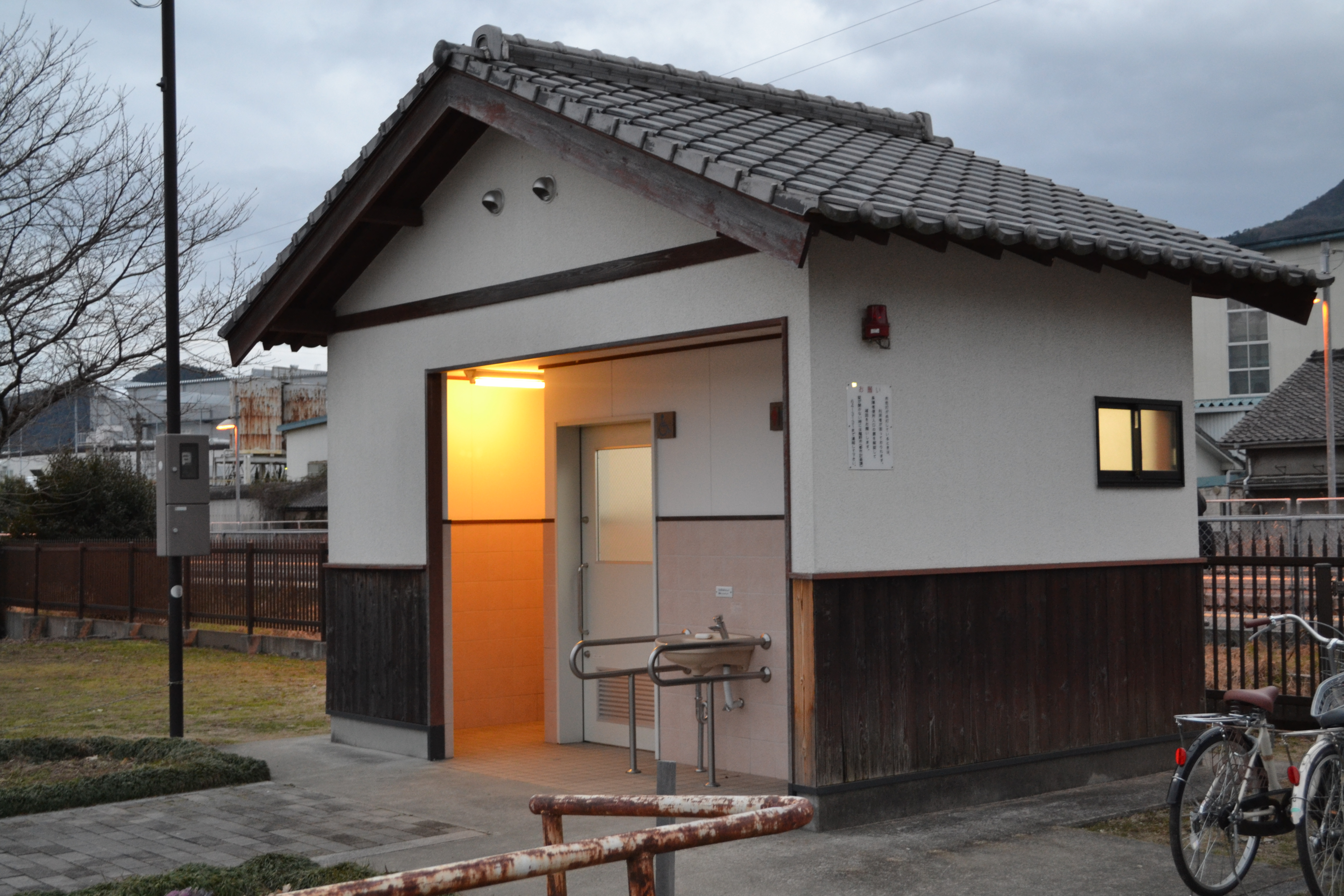
トイレ（2016年1月）
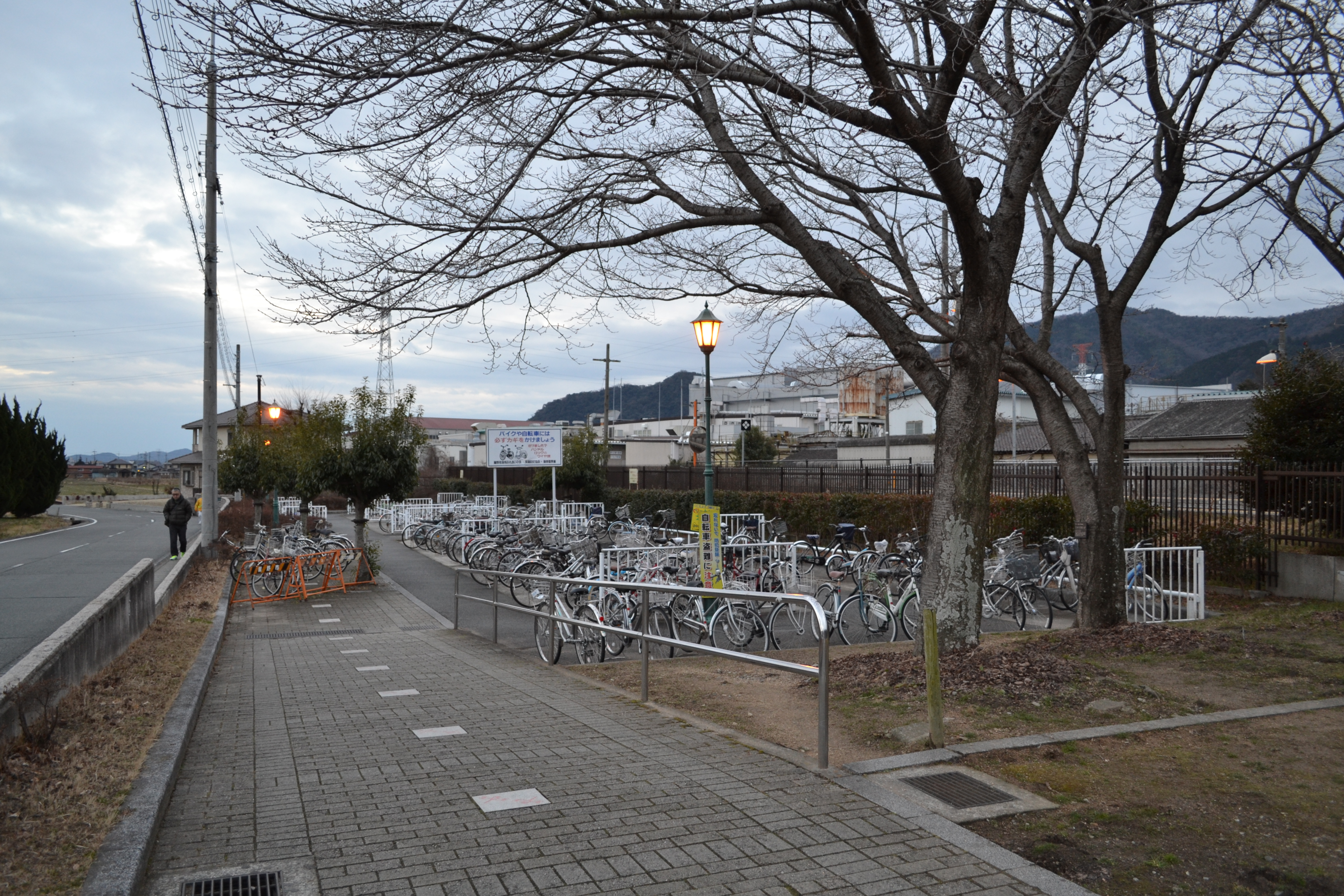
駅前駐輪場（2016年1月）

### のりば
| のりば | 路線   | 方向 | 行先           |
| ------ | ------ | ---- | -------------- |
| 1      | 姫新線 | 下り | 佐用・津山方面 |
| 2      | 姫新線 | 上り | 姫路方面       |

## 利用状況
2023年（令和5年）度の1日平均乗車人員は405人である。
2000年以降の1日平均乗車人員の推移は以下の通り。
| 年度               | 1日平均 乗車人員 |
| ------------------ | ---------------- |
| 2000年（平成12年） | 489              |
| 2001年（平成13年） | 445              |
| 2002年（平成14年） | 417              |
| 2003年（平成15年） | 415              |
| 2004年（平成16年） | 404              |
| 2005年（平成17年） | 417              |
| 2006年（平成18年） | 407              |
| 2007年（平成19年） | 402              |
| 2008年（平成20年） | 405              |
| 2009年（平成21年） | 385              |
| 2010年（平成22年） | 430              |
| 2011年（平成23年） | 454              |
| 2012年（平成24年） | 455              |
| 2013年（平成25年） | 468              |
| 2014年（平成26年） | 455              |
| 2015年（平成27年） | 458              |
| 2016年（平成28年） | 463              |
| 2017年（平成29年） | 458              |
| 2018年（平成30年） | 439              |
| 2019年（令和元年） | 423              |
| 2020年（令和02年） | 312              |
| 2021年（令和03年） | 331              |
| 2022年（令和04年） | 371              |
| 2023年（令和05年） | 405              |

## 駅周辺
駅東向かいに横尾製麺・龍野直売所がある。元々は当駅より徒歩6分ほどの場所にあった赤とんぼゴルフセンター内に直売所を設けていたが、ゴルフセンターの閉鎖に伴い駅東の空き地に直売所を新築し、2017年5月15日に移転した。
駅から北東へ徒歩約10分の場所には、当地名産品の手延素麺、揖保乃糸の資料館「そうめんの里」がある。ここでは素麺の歴史などが解説されている。
駅の近くには大神神社の分社である素麺神社もある。
- エースコック兵庫工場
- 兵庫県手延素麺協同組合東觜崎支部
- 觜崎ノ屏風岩[2]

## 隣の駅
西日本旅客鉄道（JR西日本）
 姫新線
本竜野駅 - 東觜崎駅 - 播磨新宮駅